# آلن مک‌لنان
آلن مک‌لنان (انگلیسی: Alan McLennan؛ زادهٔ ۲۷ نوامبر ۱۹۳۶) دوچرخه‌سوار اهل استرالیا است. وی قهرمان مسابقات ملی دوچرخه‌سواری جاده استرالیا در سال ۱۹۶۲ شده است. 